# KIAA0319
KIAA0319‏ (KIAA0319) هوَ بروتين يُشَفر بواسطة جين KIAA0319 في الإنسان.